# Baixia
Baixia (白下區 / 白下区,  Báixià Qū) war ein Stadtbezirk der Stadt Nanjing in der chinesischen Provinz Jiangsu. Seine Fläche betrug 26,39 km² und er zählte ca. 460.000 Einwohner (2004). Im Februar 2013 wurde Baixia aufgelöst und dem Stadtbezirk Qinhuai zugeschlagen.

## Administrative Gliederung
Auf Gemeindeebene setzt sich der Stadtbezirk aus sieben Straßenvierteln zusammen. 